# Wybory parlamentarne w Australii w 1906 roku
Wybory parlamentarne w Australii w 1906 roku odbyły się w dniu 12 grudnia. Przedmiotem głosowania była obsada wszystkich 75 miejsc w Izbie Reprezentantów oraz 18 z 36 mandatów w Senacie. 
Wybory nie przyniosły przełomu na australijskiej scenie politycznej i - podobnie jak poprzednia elekcja - wyłoniły parlament podzielony między trzy partie, z których żadna nie była w stanie samodzielnie rządzić. Najwięcej głosów zebrała Partia Antysocjalistyczna, wcześniej działająca jako Partia Wolnego Handlu. Mniejsze poparcie, ale tyle samo mandatów w izbie niższej, uzyskała Australijska Partia Pracy (ALP). Poważne straty poniosła rządząca Partia Protekcjonistyczna, która dzięki parlamentarnemu poparciu ALP utrzymała jednak władzę i utworzyła trzeci gabinet Alfreda Deakina.  
Zapoczątkowana wyborami kadencja parlamentu była już drugą z rzędu, podczas której, na przestrzeni trzech lat, Australia miała aż trzy gabinety. W 1908 parlamentarny sojusz ALP i protekcjonistów rozpadł się, co doprowadziło do przejęcia władzy przez ALP i utworzenia mniejszościowego pierwszego gabinetu Andrew Fishera. W 1909 antysocjaliści i protekcjoniści połączyli się w jedno ugrupowanie pod nazwą Związkowa Partia Liberalna, które miał dość posłów, aby stworzyć większościowy czwarty gabinet Alfreda Deakina.

## Wyniki

### Izba Reprezentantów
Australijska Partia Pracy: 26 
     Partia Protekcjonistyczna: 16 
     Partia Antysocjalistyczna: 26 
     Western Australian Party: 2 
     niezależni protekcjoniści: 4 
     niezrzeszeni: 1 
W wyborach do Izby Reprezentantów obsadzano wszystkie 75 mandatów. 
| Partia                    | % głosów | % głosów | mandaty | mandaty |
| Partia                    | wynik    | zmiana   | wynik   | zmiana  |
| ------------------------- | -------- | -------- | ------- | ------- |
| Partia Antysocjalistyczna | 38,17    | +3,80    | 26      | +2      |
| Australijska Partia Pracy | 36,64    | +5,69    | 26      | +3      |
| Partia Protekcjonistyczna | 16,44    | -13,26   | 16      | -10     |
| niezależni protekcjoniści | 4,84     | +4,84    | 4       | +4      |
| Western Australian Party  | 2,33     | +2,33    | 2       | +2      |
| niezależni                | 1,58     | -2,91    | 1       | 0       |

Niezależni protekcjoniści nie byli zorganizowaną siłą polityczną, lecz określeniem stosowanym wobec polityków bliskich ideowo Partii Protekcjonistycznej, ale nie należących do jej struktur. Według niektórych źródeł uzyskali oni w wyborach 5 mandatów, zaś Western Australian Party tylko jeden. Różnica ta wynika z różnych sposobów klasyfikowania dwóch posłów WAP. Według danych zgromadzonych przez Adama Carra, obaj startowali jednak w wyborach pod szyldem WAP.

### Senat
Australijska Partia Pracy: 15 
     Partia Protekcjonistyczna: 6 
     Partia Antysocjalistyczna: 14 
     niezrzeszeni: 1 
W wyborach do Senatu obsadzano 18 z 36 mandatów. 
| Partia                    | % głosów | % głosów | mandaty         | mandaty           | mandaty |
| Partia                    | wynik    | zmiana   | uzyskane w 1910 | posiadane łącznie | zmiana  |
| ------------------------- | -------- | -------- | --------------- | ----------------- | ------- |
| Partia Antysocjalistyczna | 46,53    | +12,20   | 11              | 14                | +2      |
| Australijska Partia Pracy | 38,73    | +8,98    | 5               | 15                | +1      |
| Partia Protekcjonistyczna | 12,41    | -5,12    | 2               | 6                 | -2      |
| niezależni                | 0,90     | -11,84   | 0               | 1                 | 0       |